# Комавож (приток Большой Пулы)
Комавож — река в России, течёт по территории Заполярного района Ненецкого автономного округа. Устье реки находится в 94 км по правому берегу реки Большая Пула на высоте 47 м над уровнем моря. Длина реки составляет 23 км.

## Данные водного реестра
По данным государственного водного реестра России относится к Двинско-Печорскому бассейновому округу, водохозяйственный участок реки — Печора от водомерного поста Усть-Цильма и до устья, речной подбассейн реки — бассейны притоков Печоры ниже впадения Усы. Речной бассейн реки — Печора.
Код объекта в государственном водном реестре — 03050300212103000083209.